# Кэрнс, Дэвид
Джон Дэвид Кэрнс (англ. John David Cairns; 7 августа 1966, Гринок, Великобритания — 9 мая 2011, Лондон, Великобритания) — британский шотландский политик. Член парламента Великобритании от округа Инверклайд с июня 2001 по май 2011 года. Государственный министр Шотландии с мая 2005 по сентябрь 2008 года.

## Личная жизнь
Родился в Гриноке 7 августа 1966 года. Окончил среднюю школу Нотр-Дам в родном городе. Продолжил образование в Папском Григорианском университете в Риме. Затем обучался во Францисканском международном центре в Кентербери. По окончании образования был рукоположён в священники Римско-католической церкви. В 1991—1994 годах служил в приходе в Клапеме, районе Лондона.
В 1994 году снял с себя священный сан и возглавил Христианско-социалистическое движение. В 1997 году стал информационно-аналитическим секретарём депутата парламента Великобритании, лейбористки Сиобхейн Макдонах. В 1998 году был избран советником боро Мертон в Лондоне.
Джон Дэвид Кэрнс был открытым гомосексуалом и состоял в гражданском партнёрстве с Дермотом Кехо. В марте 2011 года он поступил в отделение интенсивной терапии Госпиталя университетского колледжа с приступом острого панкреатита. 9 мая того же года Кэрнс скончался в Королевском свободном госпитале на севере Лондона.

## Политическая деятельность
В начале своей политической карьеры Кэрнс попытался выдвинуть свою кандидатуру в парламент Великобритании. Но в этом ему было отказано из-за Закона от 1801 года, запрещавшего действовавшим и бывшим клирикам заседать в Палате общин, и из-за Закона от 1829 года, который также не позволял действовавшим или бывшим римско-католическим клирикам избираться в парламент. 16 июня 1999 года член Палаты общин Сиобхейн Макдонах внесла в парламент законопроект об отмене этих запретов, однако законопроект не был рассмотрен. В 2001 году правительство представило Палате общин новый законопроект об отмене дисквалификации священнослужителей, который снял почти все ограничения на участие клириков любого вероисповедания в заседаниях Палаты общин. Единственное исключение было сделано в отношении англиканского духовенства, так как англиканские епископы заседают в Палате лордов. Законопроект был принят 11 мая 2001 года.
К тому времени Кэрнс уже был внесён в список кандидатов от Лейбористской партии Шотландии в своём родном городе. На парламентских выборах 2001 года он одержал победу в округе Член парламента Великобритании от округа Гринок и Инверклайд с большинством в 9890 голосов, став первым человеком, родившимся в Гриноке и избранным в парламент от местного округа. Свою первую речь в Палате общин Кэрнс произнёс 4 июля 2001 года.
В 2003 году он был назначен личным парламентским секретарём государственного министра труда и пенсий Малкольма Уикса. А после парламентских выборов 2005 года, на которых из-за изменения границ его избирательный округ был упразднён и заменён более крупным округом Инверклайд, Кэрнс стал членом лейбористского правительства в качестве парламентского заместителя государственного секретаря по делам Шотландии. Затем к его обязанностям была добавлена курация министерства по делам Северной Ирландии. В 2007 году он стал государственным министром по делам Шотландии. Кэрнс играл заметную роль в средствах массовой информации, как главный защитник роли Шотландии в Соединённом Королевстве в противодействии движению за независимость Шотландии. Он был председателем организации «Лейбористские друзья Израиля». Эту должность ему пришлось оставить, после того, как он был назначен младшим министром. Несмотря на это, Кэрнс продолжил работать в группе.
16 сентября 2008 года он вышел из состава правительства во время споров в Лейбористской партии по поводу руководства Гордона Брауна, заявив, что пришло время «позволить дебатам о лидерстве идти своим чередом». Он был единственным министром, подавшим в отставку после того, как депутаты-повстанцы начали призывать к конкурсу на лидерство. Издание «Гардиан» позже назвало его поступок «принципиальным решением принципиального политика». На всеобщих выборах 2010 года Кэрнс был переизбран в парламент от своего избирательного округа Инверклайд с большинством в 14 416 голосов, что было больше его предыдущих результатов.